# Кастет (ПТРК)
«Кастет» (індекс ГРАУ — 9К116, за класифікацією НАТО — AT-12 Swinger) — комплекс керованого протитанкового озброєння 100-мм протитанкових гармат Т-12 (МТ-12).
Включає в себе керований снаряд (ПТКР) 9М117 (у складі унітарної артилерійського пострілу (патрона) 3УБК10), з управлінням по лазерному променю, а також апаратуру прицілювання і наведення 9Ш135, розміщену на тринозі і призначену для виявлення, вибору і супроводу цілі оператором, а також формування поля управління в промені лазера.

## Історія
Комплекс розроблений в Тульському КБ Приладобудування у 1970-ті роки з метою підвищення ефективності протитанкової артилерії. Пізніше КБП провело ініціативне дослідження можливості застосування комплексу для озброєння застарілих танків Т-54/55 і Т-62, випущених у великій кількості в СРСР і союзних країнах. В результаті було прийнято рішення про розробку танкових комплексів «Бастіон» та «Шексна», відповідно для Т-54/55 і Т-62.
Практично одночасно велася розробка двох комплексів: 9К116-1 «Бастіон» — призначений для танків Т-54/55 з 100-міліметровими нарізними гарматами Д-10Т і 9К116-2 «Шексна» — сумісний з 115 — міліметровими гладкоствольними гарматами У-5тс для танків Т-62. Ракету 9М117 запозичили без змін від комплексу «Кастет», при цьому в «Шексна» її оснащували опорними поясами, щоб забезпечити стійкий рух по стволу калібру 115 міліметрів. Зміни, в основному, торкнулися гільзи з метальним зарядом, який був перепроектований під камори даних гармат.
В результаті, за короткий проміжок часу при незначних витратах були створені умови для модернізації танків третього покоління, яка забезпечувала багаторазове підвищення бойової ефективності, а також значною мірою зрівнювала вогневі можливості модернізованих зразків танків — Т-55М/МВ/АМ/АМВ/АД, Т-62М/МВ на значних дистанціях з машинами четвертого покоління. Застосування ПТКР дозволило продовжити термін служби танків, оскільки їх бойова ефективність практично зрівнялася з танками наступних поколінь. Великою перевагою було те, що застосування ПТКР не вимагало заміни танкових гармат, а тільки доповнило номенклатуру застосовуваних боєприпасів. Наприклад застосування американських ПТКР «Шиллела» (MGM-51 Shillelagh) вимагало установки спеціалізованої пускової установки і виключало стрільбу стандартними боєприпасами.
Розробку танкових комплексів завершили у 1983 р.
Надалі комплекси «Шексна» і «Бастіон» послужили основою для розробки 9К116-3 «Басня» (байка) — комплексу керованого озброєння БМП-3. В АК «Туламашзавод» на даний час освоєний серійний випуск модернізованої ракети 9М117М, що має тандемну кумулятивну бойову частину, здатну пробивати реактивну броню як сучасних, так і перспективних танків.
На Заході комплексу було надано позначення AT-10 «Sabber».

## Модифікації
- 9K116 «Кастет» для протитанкової гармати МТ-12.
  - Постріл 3УБК10 з ПТКР 9М117. Дальність 3000 м, Бронепробивність 275–500 мм ДЗ.
  - Постріл 3УБК10М з ПТКР 9М117М з тандемною кумулятивною бойовою частиною, дальність 4000 м, Бронепробивність 500–550 мм ДЗ.
  - Постріл 3УБК23 з ПТКР 9М117М1 з тандемною кумулятивною бойовою частиною, дальність 5000 м, бронепробивність 550–650 мм ДЗ.

- 9K116-1 «Бастіон»: танковий та артилерійський комплекси керованого озброєння для Т-55АМ. За класифікацією МО США і НАТО AT-10 Stabber.
  - Постріл 3УБК10-1 з ПТКР 9М117. Дальність 3000 м, Бронепробивність 275–500 мм ДЗ.
  - Постріл 3УБК10М-1 з ПТКР 9М117М з тандемною кумулятивною бойовою частиною, дальність 4000 м, Бронепробивність 500–550 мм ДЗ.
  - Постріл 3УБК23-1 з ПТКР 9М117М1 з тандемною кумулятивною бойовою частиною, дальність 5.000 м, Бронепробивність 550–650 мм ДЗ.

- 9K116-2 «Шексна»: танковий комплекс керованого озброєння для Т-62М. За класифікацією НАТО AT-12 Swinger
  - Постріл 3УБК10-2 з ПТКР 9М117. Дальність 3000 м, Бронепробивність 275–500 мм ДЗ.
  - Постріл 3УБК10М-2 з ПТКР 9М117М з тандемною кумулятивною бойовою частиною, дальність 4000 м, Бронепробивність 500–550 мм ДЗ.
  - Постріл 3УБК23-2 з ПТКР 9М117М1 з тандемною кумулятивною бойовою частиною, дальність 5000 м, Бронепробивність 550–650 мм ДЗ.

- 9K116-3 «Басня»: комплекс керованого озброєння для БМП-3.
  - Постріл 3УБК10-3 з ПТКР 9М117. Дальність 3000 м, бронепробивність 275–500 мм ДЗ.
  - Постріл 3УБК10М-3 з ПТКР 9М117М з тандемною кумулятивною бойовою частиною, дальність 4000 м, Бронепробивність 500–550 мм ДЗ.
  - Постріл 3УБК23-3 з ПТКР 9М117М1 з тандемною кумулятивною бойовою частиною, дальність 5000 м, Бронепробивність 550–650 мм ДЗ.

### Склад комплексу 9К116-1 «Бастіон»
Комплекс керованого танкового озброєння 9К116 складається з таких елементів:
- Снаряду ЗУБК10-1 з керованою ракетою 9М117;
- Апаратури керування «Хвиля»;
- Приціл-прилад наведення 1К13-1 (денний канал — 8-кратне збільшення, нічний — 5,5);
- Перетворювач напруги 9С831.

Керований снаряд ЗУБК10-1 за зовнішніми обводам близький до осколково-фугасних ЗУФО37 та ЗУОФ10 — некерованих аналогів снаряду. До складу ЗУБК10-1 входять ракета і гільза. Гільза — виконується із сталі і має ввінтне днище, оснащене детонатором. Всередині гільзи розміщується метальний заряд, який передає ракеті початкову швидкість від 400 до 500 метрів на секунду, центруюче кільце, решітчаста обичайка, а також резервуар з інертним газом, який забезпечує після пострілу продувку і видалення продуктів згоряння заряду.
Снаряд ЗУБК10 є боєприпасом унітарного заряджання, що дає можливість використовувати його в автоматизованих боєукладках. Всі операції по запуску ракети здійснюються автоматично.
Ракета виконувалася за схемою «качка». Попереду розміщувалася кумулятивна бойова частина 9Н136М, аеродинамічні рулі, що розкриваються назад при польоті, та повітряно-динамічний рульовий привід закритої схеми, що має лобовий повітрозабірник. Щоб зменшити габарити, твердопаливний двигун мав переднє розташування двох кососпрямованих сопел. Хвостова частина служить для розміщення основних блоків бортової апаратури системи наведення з використанням лазерного випромінювання. Крила розкриваються за допомогою спеціального пристрою, розміщеного до поздовжньої осі ракети під кутом, що забезпечує обертання під час польоту. Наведення ракети — по лазерному променю, напівавтоматичне.
Танкову автоматизовану систему керування вогнем «Волна» розробили на базі апаратури «Кастет». Відрізняється мінімальними вагою і об'ємом (47 л) додатково встановлюваних блоків. Система наведення забезпечує високу точність ураження і добре захищена від різноманітних перешкод.

## Тактико-технічні характеристики
Основні характеристики комплексу:
- Максимальна дальність стрільби: 100-5000 м
- Час польоту: 13 сек
- Середня швидкість польоту: 300 м/с

Ракета:
- Калібр: 100 мм/115 мм

Масо-габаритні характеристики ракети:
- Довжина: 1048 мм
- Вага: 17,6
- Бронепробивність: 550–600 мм (за динамічним захистом)
- Підривник: контактний і неконтактний

Управління та наведення комплексу:
Тип наведення: лазерне
Пускова установка:
- Допустимі типи: 100-мм/115-мм гладкоствольна гармата
- Носії: Т-55, Т-62